# Rosemary Wells
Rosemary Wells (1943, Nueva York, Estados Unidos) es la autora de muchos libros infantiles destacados como Max y Ruby, La ruidosa Nora (también traducido como "¡Julieta, estate quieta!"), Yoko, Un viaje al Planeta de los Conejos, un libro navideño llamado La bolsa invisible de Morris, Timothy va a la escuela, La puerta oculta, y más. A partir de abril de 2007, saldrá su nuevo libro infantil, Los Gulps, con ilustraciones de Marc Brown.

## Estilo de escritura
Un tema común en los libros infantiles de Rosemary Wells es el uso de animales antropomorfizados en vez de humanos la mayoría de las veces. La razón se debe a que de esa forma, los niños puedan entender y los adultos aceptar sobre temas sofisticados controversiales, como ocurre en el libro Yoko, que narra la historia de una bobtail japonés que se siente aislada en su escuela por traer comida extranjera, como el sushi, hasta que es aceptada cuando todos traen comida nativa de distintos lugares (ahí hay un afrontamiento sobre el tema de la xenofobia y diversidad). Sin embargo, no todos los animales personajes son antropomorfizados, como ocurre en los libros de McDuff, donde narra la historia de un West Highland Terrier que toma un papel más realista como mascota de una joven pareja.

## Estilo de ilustración
Como en su escritura, las ilustraciones de Rosemary Wells se han hecho más complejas y sofisticadas a lo largo de los años. En sus primeras obras como La ruidosa Nora, sus ilustraciones son expresivas pero con pocas sombras y profundidad; mientras que en sus siguientes obras Yoko y Max y Ruby, poseen más color, detalles y paisajes como fondo.